# Алтыкарасуский сельский округ
Алтыкарасуский  сельский округ (каз. Алтықарасу ауылдық округі) — административно-территориальное образование в Темирском районе Актюбинской области.

## Населённые пункты
В состав Алтыкарасуского сельского округа входит 3 села: Алтыкарасу (879 жителей), Енбекши (485 жителей), Сартогай (220 жителей). В годы СССР на территории сельского округа существовал Алтыкарасуский сельсовет. Местные жители село Енбекши именуют как 10-й аул, а село Сартогай — как 13-й аул.

## Население

### Динамика численности
| Численность населения | Численность населения | Численность населения |
| 1989                  | 1999                  | 2009                  |
| --------------------- | --------------------- | --------------------- |
| 2681                  | ↘2270                 | ↘1584                 |

Снижение численности населения за межпереписной период обусловлена оттоком населения в более крупные населенные пункты.

### Численность населения[2][3][1]
| № | Населённый пункт | Перепись населения 1989 | Перепись населения 1999 | Перепись населения 2009 |
| - | ---------------- | ----------------------- | ----------------------- | ----------------------- |
| 1 | с. Алтыкарасу    | 1739                    | 1491                    | 879                     |
| 2 | с. Енбекши       | 484                     | 469                     | 485                     |
| 3 | с. Сартогай      | 458                     | 310                     | 220                     |
|   | Всего            | 2681                    | 2270                    | 1584                    |

## Экономика
Основное направление сельскохозяйственной деятельности — животноводство.
В годы СССР на территории сельского округа существовал Октябрьский совхоз.